# LC Perú

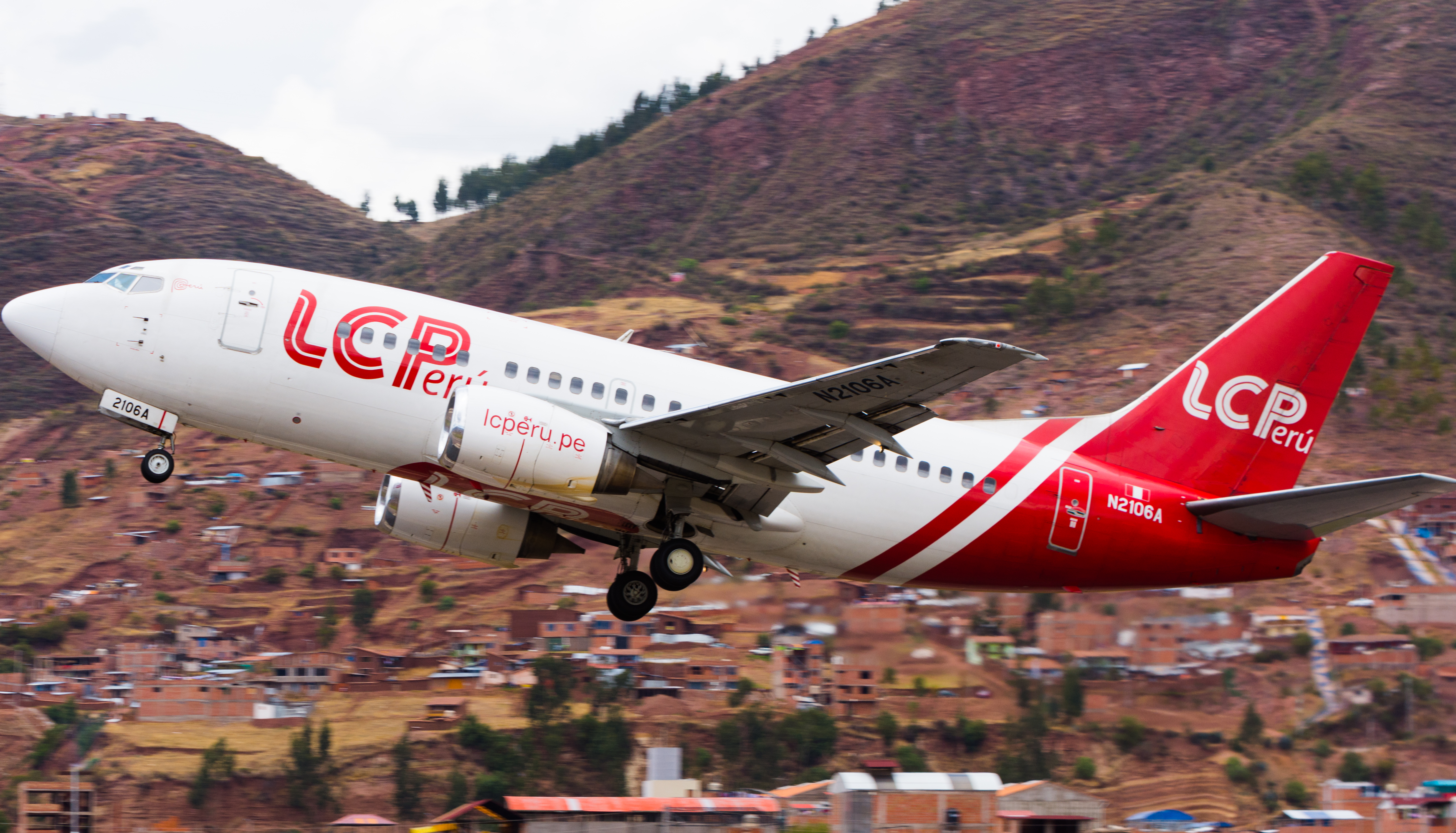
Avion de ligne aux couleurs de la LCP

LC Perú est une compagnie aérienne régionale du Pérou, basée à l'Aéroport International Jorge Chávez de Lima. Elle assure des vols réguliers et des vols de type charter dans divers aéroports du pays.

## Histoire
(février 2017).
Le contenu est difficilement compréhensible vu les erreurs de traduction, qui sont peut-être dues à l'utilisation d'un logiciel de traduction automatique.

La compagnie a été fondée en 1993 ils ont entamé des opérations comme Agent de Charge, en 1998 ils s'entament les vols chárter pour le transport périodique de passagers à niveau national. 

## Destinations Nationales

### Depuis Lima
- Andahuaylas / Aéroport de Andahuaylas
- Arequipa / Aéroport International Rodríguez Ballón
- Ayacucho / Aéroport Colonel FAP Alfredo Mendivil Duarte
- Cajamarca / Aéroport Majeur Général FAP Armando Revoredo Églises
- Chiclayo / Aéroport International Capitaine FAP José À. Quiñones
- Cuzco / Aéroport International Alejandro Velasco Astete
- Jauja / Aéroport Francisco Carlé
- Huánuco / Aéroport Alf. FAP David Figueroa F.
- Huaraz / Aéroport Comandante FAP Germán Arias Graziani
- Tacna / Aéroport International Colonel FAP Carlos Ciriani Sainte Rose
- Talara / Aéroport International Capitaine FAP Víctor Montes Arias
- Tingo María / Aéroport de Tingo María

## Destinations Internationales

### Depuis Iquitos
- Leticia / Aéroport international Alfredo-Vásquez-Cobo

## Flotte
En mai 2016, les appareils suivants sont en service au sein de la flotte de LC Perú:

## Voyez aussi
- Avianca Perú
- Peruvian Airlines
- Star Perú